# LGA 1366
LGA 1366 (chiamato anche Socket 1366 o Socket B) è il socket che Intel ha introdotto per le CPU basate sulla architettura Nehalem (e più precisamente con i core Bloomfield e Gainestown) a partire dalla fine del 2008, come evoluzione del precedente Socket 775, che era stato introdotto con i Pentium 4 Prescott e mantenuto poi anche per tutte le successive CPU destinate al settore desktop, quali i Pentium D, Pentium Extreme Edition, Core 2 Duo (Conroe e Wolfdale), Core 2 Quad e Core 2 Extreme, oltre alle ultime incarnazioni del processore Celeron (in particolare Celeron D).
È da ricordare che il termine LGA sta per Land Grid Array e indica che i pin di contatto non sono più sul processore, ma direttamente sul socket, una caratteristica che Intel ha introdotto proprio con il Socket 775.

## Caratteristiche tecniche
Intel ha dovuto progettare un nuovo socket per far fronte all'incremento di dimensioni dei processori basati su architettura Nehalem, oltre che per rispondere ai nuovi requisiti energetici e nuove funzionalità previste dall'architettura. Sebbene si tratti ancora di un socket LGA, esso vede un cambiamento nel modo in cui il processore si collega alla motherboard: lo zoccolo del processore non è più saldato sulla scheda ma esegue i collegamenti tramite la pressione esercitata sul processore dalla staffa (bracket) di fissaggio.

## Nuovi socket per Nehalem: non solo Socket B
Inizialmente era previsto che i socket per i processori dell'architettura Nehalem dovessero essere il Socket B e il Socket H, tuttavia, quest'ultimo è stato sostituito dall'LGA 1160, non previsto inizialmente.
Le prime notizie riguardo ai 2 socket originariamente annunciati, evidenziavano le differenze tra i due nella capacità da parte del Socket B (dotato di un maggiore numero di pin di contatto) di supportare i processori con controller di memoria integrato (presente nei processori AMD dal 2003 con i suoi Athlon 64) e il nuovo tipo di bus seriale, conosciuto con il nome di Intel QuickPath Interconnect (precedentemente conosciuto con il nome di Common Systems Interconnect), e che sarà in sostanza l'alternativa Intel all'HyperTransport di AMD. 
Tali caratteristiche, assenti nella versione economica Socket H, avevano fatto pensare il Socket B sarebbe stato abbinato esclusivamente a sistemi di fascia alta. Successivamente è stata poi confermata questa intuizione, dato che il Socket B è dedicato ad ospitare i futuri chip quad core Bloomfield e Gainestown che sono pensati rispettivamente per la fascia alta del mercato desktop e per i sistemi server biprocessore.
In ogni caso il Socket B non è l'unico a supportare il controller di memoria integrato delle CPU Core i7, ma tale funzionalità sarà estesa anche ad altri socket, originariamente non previsti, ma annunciati da Intel sempre a fine 2007; si tratta appunto del Socket 1160 e del Socket LS. Diversamente da quanto previsto inizialmente, sembra che tutte le future CPU Nehalem vedranno l'implementazione del controller di memoria e quindi è molto probabile che il Socket H, originariamente previsto, abbia perso la propria ragione di vita, e i mancati riferimenti da parte di Intel negli ultimi annunci riguardo a questo socket non fanno che contribuire alla conferma dell'annullamento del progetto Socket H.